# Anne-Marie Adiaffi
Anne-Marie Adiaffi (1951-1994) là một nhà văn người Bờ Biển Ngà, người nổi tiếng năm 1983 với tiểu thuyết Une vie hypothéquée (Một cuộc đời thế chấp).
Sinh năm 1951 tại Abengourou, Adiaffi được giáo dục tại các trường Bờ Biển Ngà trước khi học tại Marseille và cuối cùng ở Dakar, nơi bà nhận bằng tốt nghiệp làm thư ký song ngữ. Sau lần đầu tiên làm việc trong một ngân hàng, bà gia nhập nhà xuất bản Novelles Éditions Victaines vào năm 1983. Sau khi châm biếm Une vie hypothéquée, bà đã xuất bản La ligne brisée (1989) về một người đàn ông bị trục xuất khỏi làng sau khi gặp xui xẻo. bà ấy chết ở Abidjan năm 1994.